# Jan van Huysum

Bukiet kwiatów w urnie, 1724

Jan van Huysum (ur. 15 kwietnia 1682 w Amsterdamie, zm. 8 lutego 1749 tamże) – holenderski malarz barokowy.
Urodził się w artystycznej rodzinie, jego ojciec Justus van Huysum Starszy (1659-1716) i trzej bracia: Justus Młodszy (ok. 1684-1707), Michiel (zm. 1759) i Jacob (ok. 1687-1740?) również byli malarzami. Całe życie spędził w Amsterdamie malując na przemian klasycystyczne pejzaże i martwe natury. Posługiwał się techniką olejną i akwarelą, często malował na blasze miedzianej.
Jan van Huysum zyskał sławę i międzynarodowe uznanie dzięki martwym naturom przedstawiającym kwiaty. Jego barwne bukiety odznaczają się dbałością o najdrobniejsze szczegóły i śmiałą, jasną kolorystyką. Artysta był mistrzem światłocienia, stosował niezwykłe oświetlenie, wprowadził jasne tło i preferował o asymetryczne kompozycje. Przedstawiał kwiaty ustawione na marmurowym gzymsie i umieszczone w bogato zdobionych wazach, na których przewijały się rzeźbione postacie amorków i nimf. Jego prace mogą być postrzegane jako alegoria kruchości ludzkiego życia i przemijania, bądź też jako zachęta do religijnej żarliwości.
Obok martwych natur artysta malował również pejzaże. Były to arkadyjskie przedstawienia scen o tematyce pasterskiej i mitologicznej, jednak te prace malarza nie miały już takiego powodzenia jak martwe natury.
Obecnie obrazy Jana van Huysuma stanowią ozdobę czołowych galerii i kolekcji europejskich. Największe zbiory prac artysty posiadają m.in. National Gallery w Londynie, Muzeum w Luwrze i Ermitaż w Petersburgu.

## Wybrane prace
- Kosz z kwiatami, Rotterdam,
- Wazon z kwiatami i ptasim gniazdem, Londyn,
- Kwiaty w wazonie, Luwr,
- Malwa, Londyn.